# 3332 Ракша
3332 Ракша (3332 Raksha) — астероїд головного поясу, відкритий 4 липня 1978 року.
Тіссеранів параметр щодо Юпітера — 3,391.